# NGC 2945
NGC 2945 is een elliptisch sterrenstelsel in het sterrenbeeld Waterslang. Het hemelobject werd op 23 januari 1835 ontdekt door de Britse astronoom John Herschel.

## Synoniemen
- ESO 565-28
- MCG -4-23-10
- IRAS09354-2148
- PGC 27418